# Gustavo Díaz Ordaz (kommun)
Gustavo Díaz Ordaz är en kommun i Mexiko.   Den ligger i delstaten Tamaulipas, i den centrala delen av landet, 700 km norr om huvudstaden Mexico City.
Följande samhällen finns i Gustavo Díaz Ordaz:
- Ciudad Díaz Ordaz
- Luis Echeverría Álvarez